# 随机对照试验
随机对照试验（英語：randomized controlled trial，RCT）是一种对医疗卫生服务中的某种疗法或药物的效果进行检测的手段，特别常用于医学、药学、护理学研究中，在司法、教育、社会科学等其他领域也有所应用。
随机对照试验的基本方法是，将研究对象随机分组，对不同组实施不同的干预，在这种严格的条件下对照效果的不同。在研究对象数量足够的情况下，这种方法可以抵消已知和未知的混杂因素对各组的影响。

## 随机设计方法

### 完全随机设计
完全随机设计（Complete randomization）又称成组设计，是用随机化的方式来控制误差变异，认为经过随机化处理后，样本间的变异在各个处理水平上随机分布，这样就可将实验结果的差异归于不同处理的影响。这种设计假设通过随机化能平衡被试间的差异，但实际上在实验结果当中常常会包括个体差异。如果我们可以将这些个体差异排除，实验结果才会更加精确。

### 随机区组设计
随机区组设计（Block randomization）又称配伍设计、配伍组设计，通常是将受试对象（样本）按性质（如病人的年龄、性别、血压、体重等非实验因素）相同或相近者分成若干组（配伍组），每个组中的受试对象（样本）分别随机分配到不同的处理组中去。
随机区组设计这种设计方法利用区组方法分离出由无关变量引起的变异，在同一组中均衡实验组和对照组的方法实际是配对设计的扩展形式。其要点是要做到区组内尽量同质，使得实验结果的差异更好地归于不同处理的影响。随机区组设计缺点是要求区组内受试对象数与处理数相等，实验结果中若有数据缺失，统计分析较麻烦。

### 分层随机法
分层随机法(Stratified Randomisation), 相较于简易的区组随机法而言。简易的区组随机法是面向所有受试对象进行分组，只能保证将受试对象按照总体样本大小分成两组，不能保证每组对象有相近的 生理因素(Prognostic Factors) 如性别，年龄等(一般不多于三个)。分组随机法可以实现平衡两组受试对象的生理特征。具体操作即先将全体受试者按照指定因素分组或'分层'，而后针对每组进行区组随机法操作。分组随机法相较于一般的区组随机法会比较麻烦，但是平衡了两组的生理特征，避免因为非试验因素而产生误差。

### 引用
1. ↑  Beller, Elaine M.; Gebski, Val; Keech, Anthony C. . The Medical Journal of Australia. 2002-11-18, 177 (10): 565–567  [2020-01-05]. doi:10.5694/j.1326-5377.2002.tb04955.x. （原始内容存档于2021-03-12） –www.mja.com.au.
2. ↑  .   [2009-09-18]. （原始内容存档于2010-04-26）.
3. ↑  .   [2011-03-15]. （原始内容存档于2020-06-19）.

## 外部連結
- Bland M. Directory of randomisation software and services. （页面存档备份，存于） University of York, 2008 March 19.
- Evans I, Thornton H, Chalmers I. Testing treatments: better research for better health care. London: Pinter & Martin, 2010. ISBN 978-1-905177-35-6.
- Gelband H. The impact of randomized clinical trials on health policy and medical practice: background paper. Washington, DC: U.S. Congress, Office of Technology Assessment, 1983.（Report OTA-BP-H-22.）
- REFLECT (Reporting guidElines For randomized controLled trials for livEstoCk and food safeTy) Statement （页面存档备份，存于）
- Wathen JK, Cook JD. Power and bias in adaptively randomized clinical trials. （页面存档备份，存于） M. D. Anderson Cancer Center, University of Texas, 2006 July 12.